# Aftermath Entertainment
Aftermath Entertainment é um gravadora dos Estados Unidos especializada em hip hop fundada por Dr. Dre em 1996, depois de sua saída da Death Row Records. Atualmente é uma subsidiária da Interscope Records. Entre os artistas mais conhecidos estão Eminem, 50 Cent e Kendrick Lamar.
- Dr. Dre
- Eminem
- 50 Cent
- Eve
- Mr.PR
- Kendrick Lamar
- Tony Yayo
- The Game